# Acanthocinus xanthoneurus
Acanthocinus xanthoneurus es una especie de escarabajo longicornio del género Acanthocinus, subfamilia Lamiinae. Fue descrita científicamente por Mulsant & Rey en 1852.
Se distribuye por Italia. Mide 10-14 milímetros de longitud. El período de vuelo ocurre en el mes de julio.